# 국한회어
《국한회어》(國韓會語) 또는 《국한회화》(國韓會話)는 이준영, 정현, 이명선, 강진희, 이기영이 1895년에 편찬한 한한사전(韓漢事典)으로, 한국어를 한자(어)나 한문으로 풀이한 한국 최초의 사전이다. 초고인 건(乾)책과 이를 정리한 곤(坤)책이 서울대학교 규장각에 소장되어 전해진다. 규장각 소장본은 2012년 12월 24일에 대한민국의 국가등록문화재 제525호로 등록되었다.

## 지정 사유
1895년 이준영, 정현, 이기영, 이명선, 강진희의 다섯 사람이 편찬한 한국 최초의 한국어 대역사전으로 서울대학교 규장각 소장의 필사본이다. 건책이 177장, 곤책이 187장, 모두 364장 총 25,520개의 표제항으로 되어 있다.
책의 장정은 우철(右綴)의 5침 선장본이지만 책의 서문과 본문의 필서 방식은 좌에서 우로 진행되어 있으며, 본문도 가로쓰기로 되어 있다.
또한 표제항을 가나다라 순으로 배열하였으며 표제어를 한글로 표기하고, 풀이말을 한문으로 표기하였는데, 외국과의 교류를 통한 신문화 및 문명의 도입에 따른 새로운 제도와 학문에 대한 용어가 많이 실려 있으며, 19세기 말의 음운론은 물론 어휘사와 한국어사 연구에 귀중한 자료이다.

## 참고 자료
- 국한회어 - 국가유산청 국가유산포털